# Avenue Henri Strauven
Pour les articles homonymes, voir Strauven.
L'avenue Henri Strauven est une rue bruxelloise de la commune d'Auderghem qui descend de  la chaussée de Wavre au boulevard des Invalides. L'avenue Strauven aboutissant à la chaussée de Wavre sur une longueur de 230 mètres.

## Historique et description
La société COGEFON obtint le 4 septembre 1935 l’autorisation d’entamer des travaux de nivellement de cette rue située dans le quartier Melati.
La rue fut baptisée le 19 septembre 1935 du nom de ce médecin renommé à Auderghem, faisant preuve de sa considération pour le docteur des pauvres, comme on désignait jadis le médecin du CPAS.
Les autorités avaient déjà voulu donner en août 1934 ce nom à la rue du Vieux Moulin. Mais les riverains s'y opposèrent par une pétition, suivie par la commune.
Abords
André Drouart vécut au no 37, en 1940.
- Premier permis de bâtir délivré le 25 octobre 1935 pour le no 21.

## Notes et références

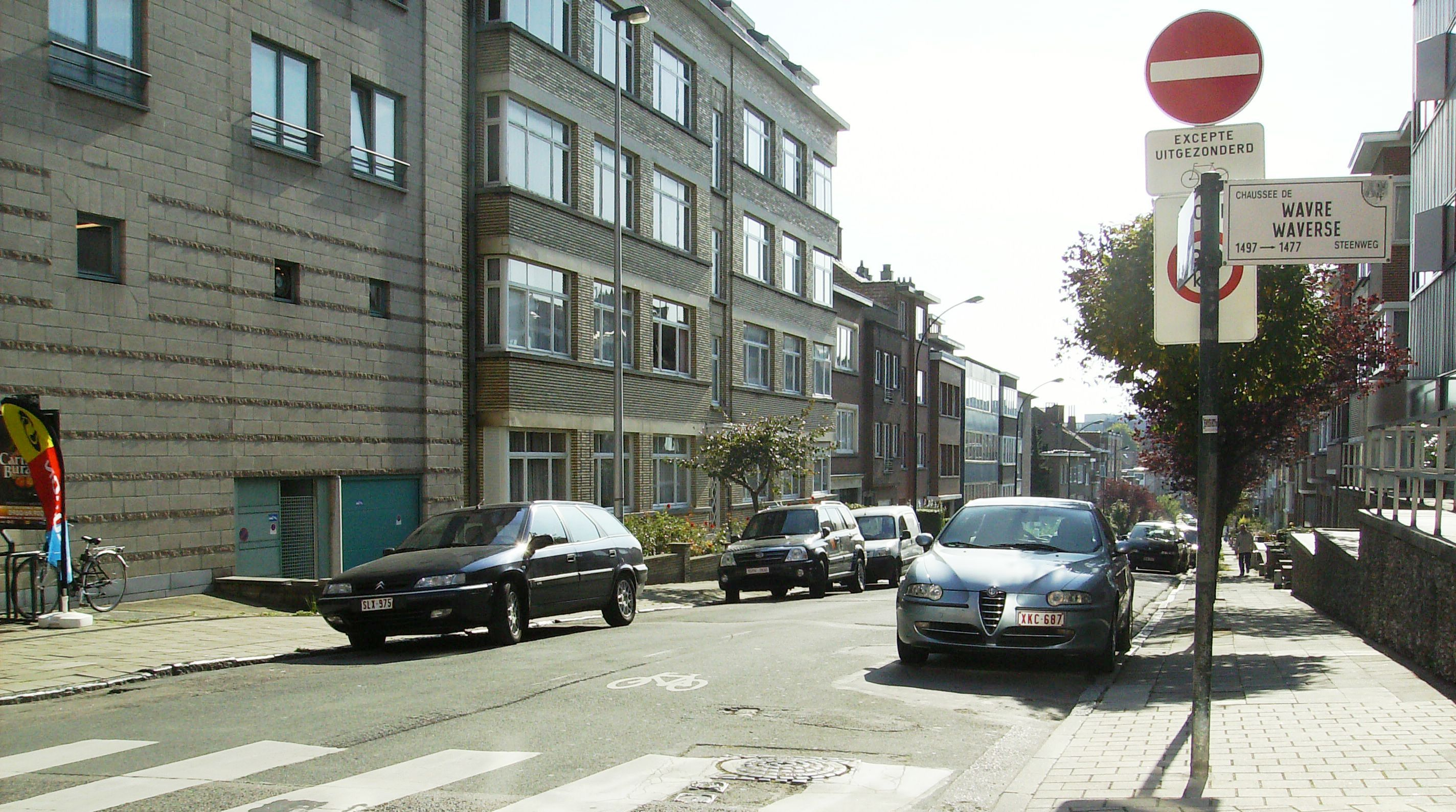
L'avenue Strauven aboutissant à la chaussée de Wavre